# Sülzwurst

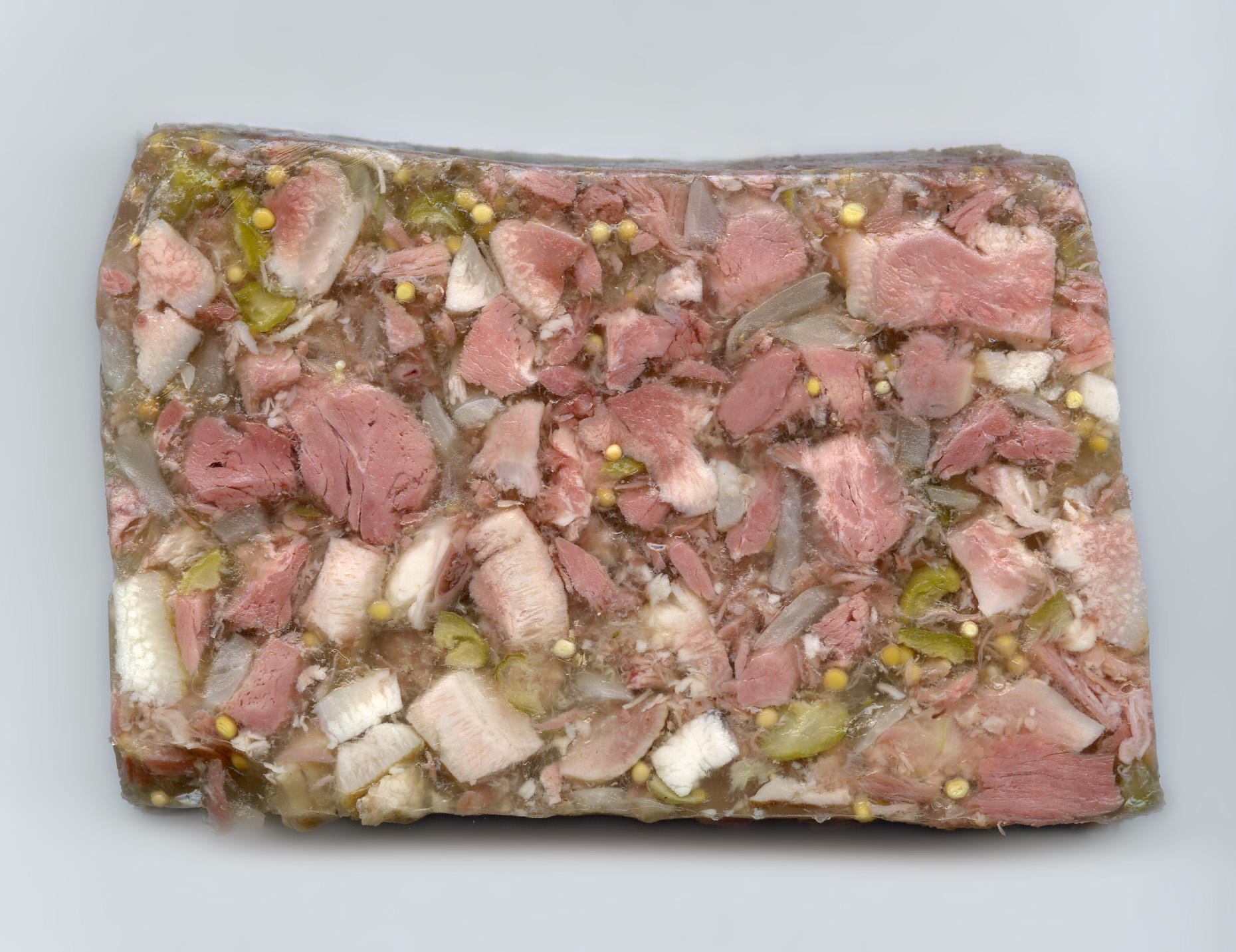
Schweinskopfsülze

Die Sülzwurst gehört zur Gruppe der Kochwürste. Sie besteht in der Regel aus vorgepökeltem und vorgekochtem Fleisch. Die Wurst wird nach dem Füllen in Wursthüllen oder Gläser erneut gebrüht und erhält ihre Schnittfestigkeit durch die beim Abkühlen erstarrte Gallertmasse (Gel). Diese wird dem Erzeugnis in Form von in Flüssigkeit aufgelöster Speisegelatine bzw. Aspikpulver zugefügt (zutreffend bei Sülzen) oder bildet sich bei der Verarbeitung von zerkleinerten Schwarten als trüber Aspik direkt im Erzeugnis (zutreffend bei Presswurst). Beim Wiedererhitzen verlieren Sülzwürste ihre feste Konsistenz.

## Einteilungen von Sülzwurst
- Sülze

Sülze wird aus vorgekochtem Fleisch unter Zugabe von Speisegelatine (aus geklärtem Aspik bzw. Aspikpulver) hergestellt. Wenn im Namen kein Hinweis auf eine Tierart erfolgt, enthält das Erzeugnis ausschließlich vorgekochtes Schweinefleisch. Hochwertige Sülzen (z. B. Schinkensülze, Delikatess-Fleischsülze usw.) bestehen aus fettarmen Würfeln des Schinken- oder Schulterfleisches und stellen ein sehr mageres Lebensmittel dar. Der Fettgehalt dieser Würste liegt unter fünf Prozent. Sülzen von einfacherer Qualität (z. B. Eisbeinsülze, Schweinskopfsülze usw.) können aus fettgewebsreicherem Fleisch mitsamt anhaftender Schwarte oder aus Schweinemasken (Kopffleisch mit Schwarte) hergestellt werden. Die Verarbeitung von Herz und Zunge ist für bestimmte Erzeugnisse (z. B. Zungensülze) zulässig und üblich, nicht jedoch die Verwendung sonstiger Innereien.
- Corned Meat

Corned Meat sind Sülzwürste aus entsehntem, gepökeltem Rindfleisch, bei denen das vorgekochte Fleisch nicht in Würfeln geschnitten, sondern in Fleischfasern zerrissen bzw. zerrupft wird. Die Erzeugnisse erhalten in der Regel ihre Schnittfestigkeit durch die Zugabe von Speisegelatine. Typische Erzeugnisse dieser Art sind Corned Beef, Deutsches Corned Beef (bei dem der Kochverlust durch die Zugabe von Flüssigkeit ausgeglichen wird) oder Kraftfleisch vom Rind.
- Presswurst

Presswürste sind Sülzwürste, die neben vorgekochten Fleischeinlagen auch vorgebrühte, stark zerkleinerte Schwarten enthalten (Schwartenbrei). Das in den Schwarten enthaltene Eiweiß Kollagen tritt beim Brühen der Würste aus dem Schwartenbrei in die Wurstmasse über und geliert beim Abkühlen. Presswürste weisen im Gegensatz zu anderen Sülzwürsten ein weiß-gräuliches Anschnittbild auf. Regional können diese Erzeugnisse neben Fleisch und Schwarten auch Einlagen von vorgegarter Leber, Herz oder Zunge enthalten. Typische Presswürste sind Presskopf, Presssack oder Schwartenmagen.
Presswürste, die unter Verwendung von Blut hergestellt werden, bezeichnet man als Blutwürste.

## Situation in der DDR
In der DDR wurden für die Herstellung von Sülzwürsten Fleischteile verwendet, die nicht frisch verkauft werden konnten. Dies waren neben Innereien (Lunge, Hirn) die Schlachtabschnitte und die essbaren Teile des Kopfes.